# Uresiphita antipodea
Uresiphita antipodea är en fjärilsart som beskrevs av John Tenison Salmon 1956. Uresiphita antipodea ingår i släktet Uresiphita och familjen Crambidae. Inga underarter finns listade i Catalogue of Life.